# Bob Scholer
Bob Scholer (* 30. Mai 1942 in Luxemburg) ist ein luxemburgischer Komponist und Jazzmusiker.

## Leben und Wirken
Scholer lernte ab dem 7. Lebensjahr auf dem Städtischen Konservatorium in Solfège Klarinette. Sein Interesse für Jazz und Blues erwachte durch seine Begegnung mit Andy Felten und Johnny Nimax. Als Jugendlicher lernte er zusätzlich Saxophon und besonders Gitarre. In Studentenbands, besonders mit „Les Myopes“ (die Kurzsichtigen), spielte der auf Thé Dansants in der „Stuff“, bevor er Mitglied im Tanzorchester der Gebrüder Dax wurde und eine eigene Band leitete. Bei Paul Deitz aus dem RTL-Symphonie-Orchester lernte er Kontrabass. Nach dem Militärdienst und dem Scheitern seiner Studentenlaufbahn war er im Johnny Glesener-Trio als professioneller Musiker tätig. Nach zwei Jahren wechselte er zum bekannten Jean Roderes Orchester, das für Radio und Fernsehen, aber auch als Studioband tätig war. 1966 begleitete Scholer als Bassist die Künstler des Grand Prix Eurovision de la Chanson in Luxemburg.
Dann arbeitete er im Trio von Michel Pilz mit wechselnden Schlagzeugern, darunter Paul Lovens, Mani Neumeier und Fred Braceful. Dann begann er regelmäßig mit dem Saxophonisten Kris Wanders aus Antwerpen zu spielen, wobei er auch mit Fred Van Hove, Kees Hazevoet und Louis Moholo auftrat.
Mit Peter van de Locht, Boy Raaymakers und dem jamaikanischen Schlagzeuger Noel McGhee trat er im Théâtre du Lucernaire in Paris auf. Anschließend tourten sie als Group Music International in Deutschland und Holland und nahmen 1970 mit Burton Greene die Schallplatte „At different Times“ auf. Scholer spielte während dieser Zeit auf mehreren Festivals, z. B. in Bilzen, in Gent und in Châtellerault. Kurzzeitig spielte er auch mit dem Quintett von Manfred Schoof.
Später nahm Scholer auch Kinderlieder und unter dem Namen Anashwaran indische Bhajans auf.

## Diskographie
- Johnny Glesener Trio Entrée d'Artistes, Rattlesnake Pictures 1963
- Peter van de Locht/Boy Raaymakers At Different Times, GMI-Group Music International, Nijmegen, 1970
- Bob Scholer Kannerlidder, Sita Productions, 1983
- Michel Trierweiler Quintett, Live im Mainz Quartier 1980, Anashwaran Music Productions
- FAG, Free Art Group, Live at the Kellertheater 1979, Anashwaran Music Productions
- Jazz-Eng lieweg Musek, RTL 1983, Anashwaran Music Productions
- Eternal MA, Indian Bhajans, Produced by the Scholer Family, 2001
- Lokah Samastah, Mantras and Bhajans, Produced by the Scholer Family, 2002
- Mother of Love, Bhajans & Devotional Songs by the Scholer Family, 2003
- C&A Goodbye, Instrumental Mix, Anashwaran Music Productions, 2007